# Église Saint-Valentin de Jalogny
L'église Saint-Valentin est une église romane située sur le territoire de la commune de Jalogny dans le département français de Saône-et-Loire et la région Bourgogne-Franche-Comté.
Elle relève de la paroisse de Cluny-Saint-Benoît, qui regroupe dix-sept villages et à son siège à Cluny.

## Historique
L’église romane, comme l'a écrit Jean Virey, « remplace une église construite par les moines de Cluny, qui, en 969, était sous l’invocation de Saint-Hilaire. En 1117, c’était une obédience de Cluny. ».
L'ancien cimetière qui jouxtait l'église est fermé en 1905.

## Protection
Elle fait l'objet d'une inscription au titre des monuments historiques depuis un arrêté du 3 octobre 1929.

## Description
Le clocher, coiffé d’une toiture pyramidale à quatre pans, présente une particularité : celle d'avoir été construit à côté du chœur. Remontant au XIIIe siècle, il se compose de deux étages (au-dessus d’un soubassement nu percé d'étroites meurtrières) :
- l’étage inférieur, qui est sans doute la construction primitive ;
- l'étage supérieur, qui a été surélevé au XIXe siècle et ne dispose que d'une fenêtre en plein cintre par face.

Il abrite une cloche qui a été fondue en 1900, à partir de la refonte de l'ancienne qui était fêlée et datait de 1688.

## Mobilier
À gauche, avant le chœur, se trouve l'autel de saint Joseph. La statue de ce saint est encadrée, à droite, par la statue de saint Nicolas en évêque sauvant les trois enfants à ses pieds et, à gauche, par celle de saint Valentin, prêtre qui redonna la vue à la fille de son geôlier et fut ensuite décapité sur l'ordre de l'empereur Claude II le Gothique, le 14 février 269 (une légende en fit plus tard le saint patron des amoureux).
À remarquer dans l'église : un ancien autel mobile (avec l'inscription « Dieu est Amour » calligraphiée), œuvre de l'artiste Michel Bouillot (1929-2007), servant de socle à une statue du Sacré-Coeur.

## Culte
Édifice consacré du diocèse d'Autun relevant de la paroisse Cluny-Saint-Benoît (siège à Cluny) – qui en est affectataire au titre de la loi de 1905 –, l'église de Jalogny est, plusieurs siècles après sa construction, un lieu de culte catholique.